# Pied-à-terre
Pied-à-terre (z fr. „chodidlo na zemi“) je označení pro drobný vedlejší domov, typicky situovaný ve větším městě, většinou daleko od primárního bydliště. Pied-à-terre si budují lidé, pro které má smysl jej v dané lokalitě využít a samozřejmě si jeho zbudování a provoz mohou dovolit. Pied-à-terre je též alternativou k pobytu v hotelu se svými výhodami (soukromí) i nevýhodami (provozní náklady). Pied-à-terre není nemovitost určenou pro dovolenou, je to spíše útočiště pro přespání nebo krátkodobý, sezónní pracovní pobyt v dané lokalitě a jeho funkcí je snížit dojíždění mezi prací a současným domovem. Co do funkce se též může překrývat s nemovitostí ve formě investice.